# Mesoleius conformus
Mesoleius conformus är en stekelart som beskrevs av Davis 1897. Mesoleius conformus ingår i släktet Mesoleius och familjen brokparasitsteklar. Inga underarter finns listade i Catalogue of Life.